# Пральна машина

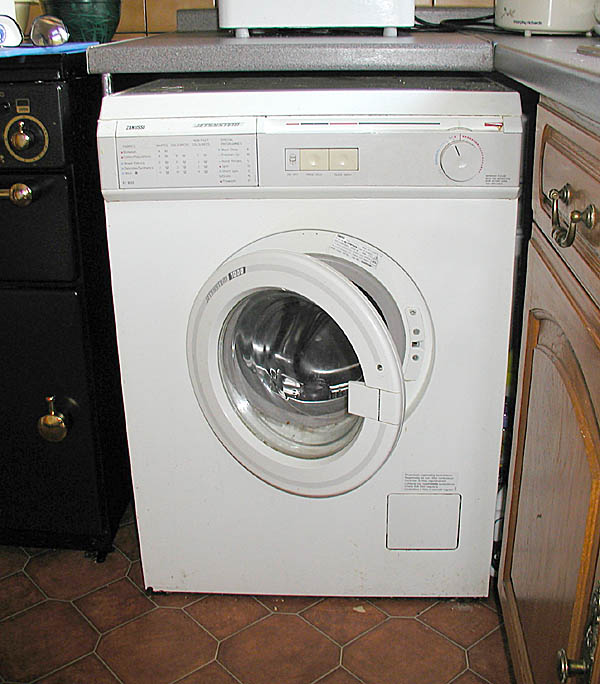
Автоматична пральна машина з переднім завантаженням

Пральна машина (розм. пралка, пралька) — електричний прилад, який використовується для прання білизни.

## Історія

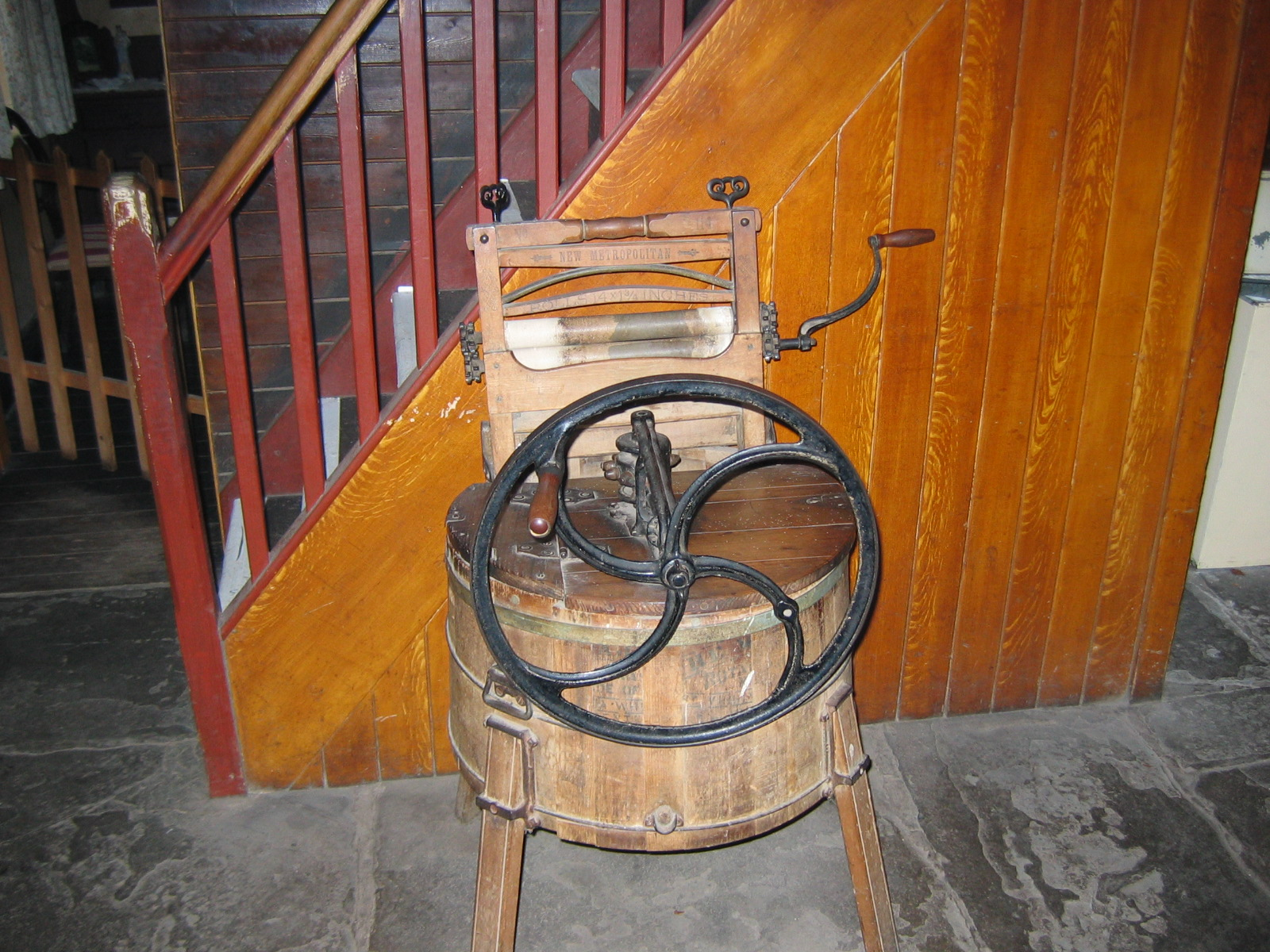
Пральна машина з котками для віджиму і викачування XIX століття. Банратті, Ірландія

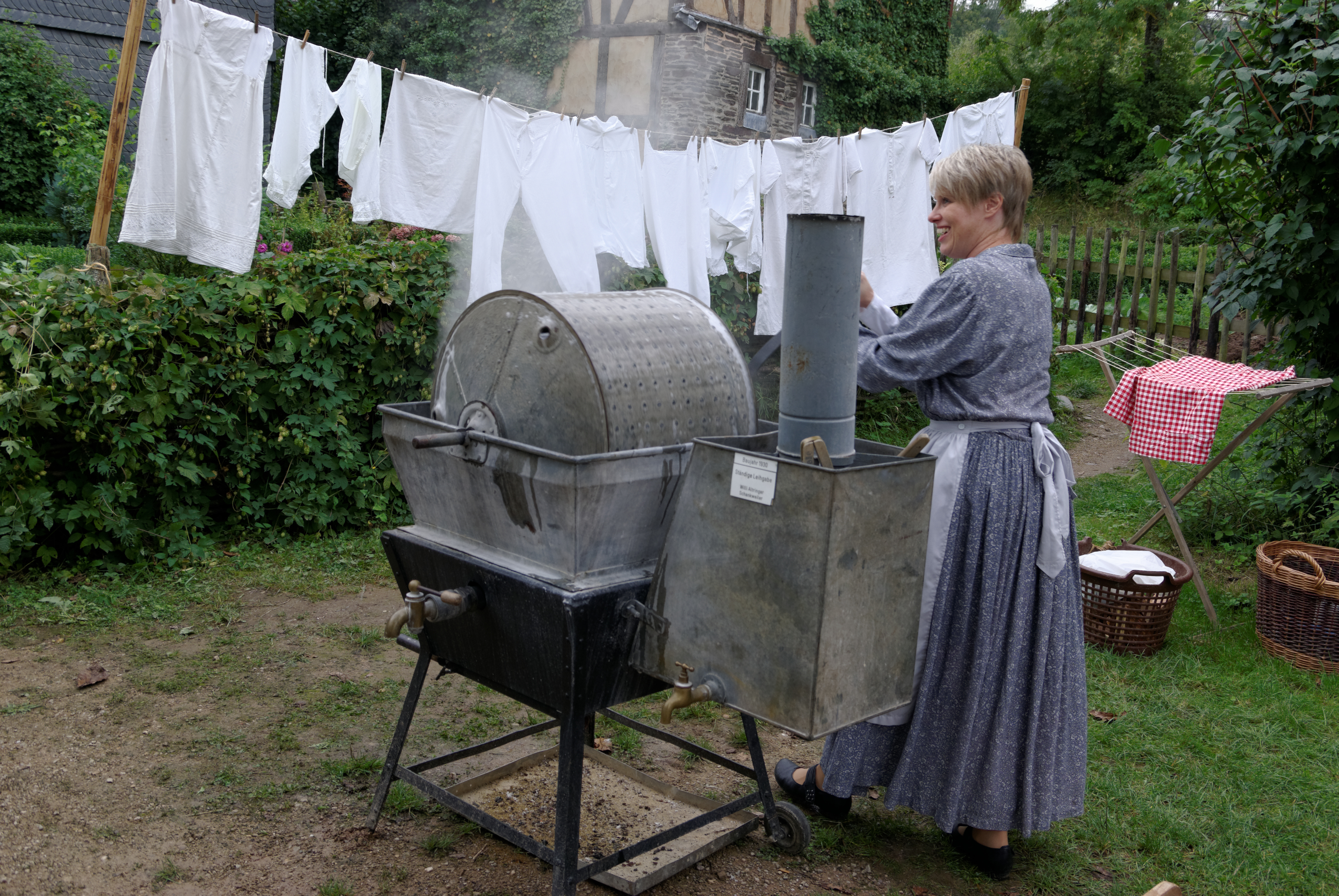
Ручна пральна машина, датована бл. 1930 р.

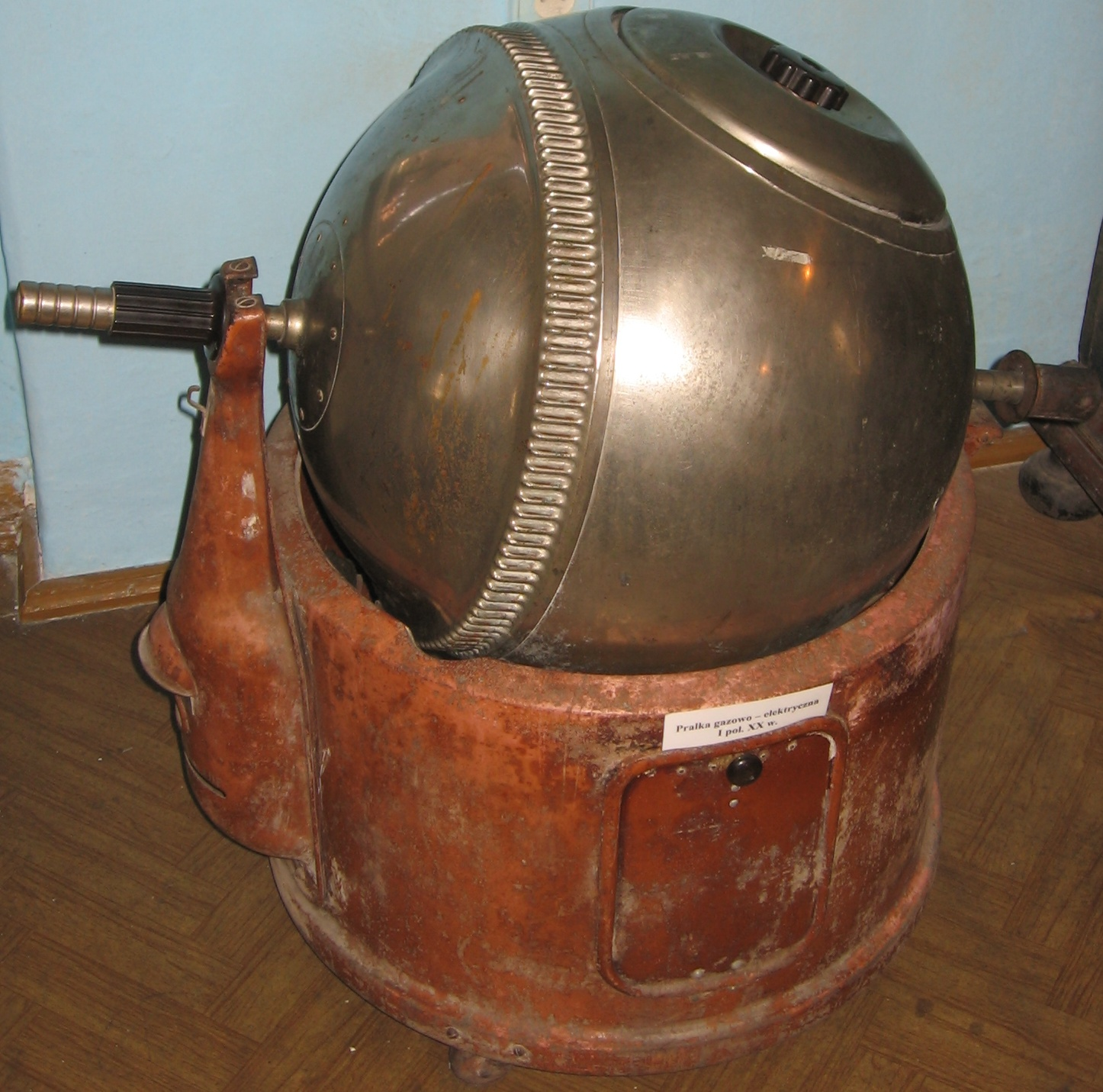
Пральна машина середини XX ст.

Перший англійський патент у категорії «Пральні машини» датований 1691 роком. Малюнок однієї з найранніших конструкцій опубліковано в січні 1752 р. у часописі The Gentleman's Magazine. У 1767 р. в Німеччині опублікований проєкт пральної машини Якоба Шеффера. У 1782 р. англієць Генрі Сіджіер (Henry Sidgier) запатентував машину з обертовим барабаном, а в 1790-х Едвард Бітем (Edward Beetham) продав чимало «патентованих пральних млинів» в Англії. Одним з перших нововпроваджень у технології пральної машини було використовування закритих ємностей, споряджених жолобками, штирями чи лопатками, для кращого тертя білизни. Прачка мала використовувати палицю (пральний товкач) для ущільнення й перемішування білизни вздовж ребристих стінок ємності, таким чином видаляючи забруднення. Такий грубий активатор був ручним, але цей спосіб виявився ефективнішим порівняно з пранням безпосередньо руками.
Більш перспективною виявилася технологія застосування обертового барабана. Ранні варіанти передбачали обертання барабана вручну за допомогою корби, потім виникла ідея механізованого привода. На зміну дерев'яним прийшли металеві барабани, уможливлюючи проводити обертання над відкритим вогнем чи закритою піччю, високою температурою підвищуючи ефективність прання. У XIX столітті пральні машини почали використовувати привод від парового двигуна.
У 1862 році патентована «складена обертова пральна машина, з котками для віджимання чи викачування» конструкції Річарда Ленсдейла (Richard Lansdale) з Пендлтона (зараз передмістя Солфорда), Манчестер, була продемонстрована на Лондонській виставці 1862 року. Поєднання пральної машини з віджимальними котками на той час вже було звичним: вперше таку конструкцію запатентував у 1843 році канадець Джон Тернбулл (John E. Turnbull) із Сент-Джона, провінція Нью-Брансвік.
На кінець XIX століття існувало кілька систем побутових пральних машин, але, як зазначалося в Словнику Брокгауза і Єфрона (1898 р.), «прагнення винахідників цих машин досягнути при значній економії в праці та часі й належного збереження білизни не стоїть поки на висоті вимог, які слід ставити до цих машин».
Електрична пральна машина згадується в рекламних оголошеннях і газетних статтях принаймні з 1904 року. Іноді її винахід помилково приписують Алва Дж. Фішеру (конструктору відомої пральної машини Thor, що почала вироблятися з 1907 р.), але насправді у Відомстві з патентів і торгових знаків США є принаймні один патент на електричну пральну машину, виданий раніше патента Фішера під номером 966677 (наприклад, патент Вудроу під номером 921195). Справжній винахідник електричної пральної машини залишився невідомим.
Винахід пральної машини, що вмикається опусканням монети (ландромата), приписується Гаррі Грінвалду з Нью-Йорка. У 1957 році він створив компанію Greenwald Industries, яка існувала на ринку побутової техніки протягом XX ст. Саме ж слово laundromat траплялося в газетах з 1884 року.
Перша автоматична пральна машина випущена 1937 року фірмою Bendix Home Appliances, дочірньою компанією Avco, отримавши патент того ж року. Фірма Avco отримала права на використання назви від Bendix Corporation. Своїм зовнішнім виглядом і особливостями будови ця машина була мало схожа на сучасні автомати з переднім завантажуванням.
Хоча вона містила багато з основних деталей сучасних машин, у неї не було ніякої підвіски барабана, тому її доводилося кріпити до підлоги, щоб під час роботи вона не починала «гуляти». Внаслідок складності конструкції машина була дуже дорогою. Наприклад, в інструкції з експлуатації (датована 1 листопада 1946 р.) показано, що зміна швидкості барабана здійснюється двошвидкісною коробкою передач, зробленою за стандартами для важких умов роботи (майже як автомобільна коробка передач, тільки меншого розміру). Реле часу теж мало бути недешевим, оскільки мініатюрні електричні двигуни були дорогими у виробництві.
У 1949 році для програмування починають застосовувати перфокарти. У 1950-х з'являються машини з віджимом у барабані (центрифугуванням). У 1978 році в програмуванні починається використовування мікропроцесорів.
Ранні автоматичні пральні машини зазвичай приєднувалися прямо до водопровідних кранів через перехідники. Пізніше узвичаїлося під'єднання до труб холодного і гарячого водопостачання через трійники. Більшість сучасних європейських машин з переднім завантажуванням мають тільки підключення до труби з холодною водою (машини «холодного наповнення») і обладнані внутрішніми підігрівачами для отримання води потрібної температури.
Багато з ранніх автоматичних пральних машин працювали від опускання монети і встановлювалися в цокольних поверхах багатоквартирних будинків.

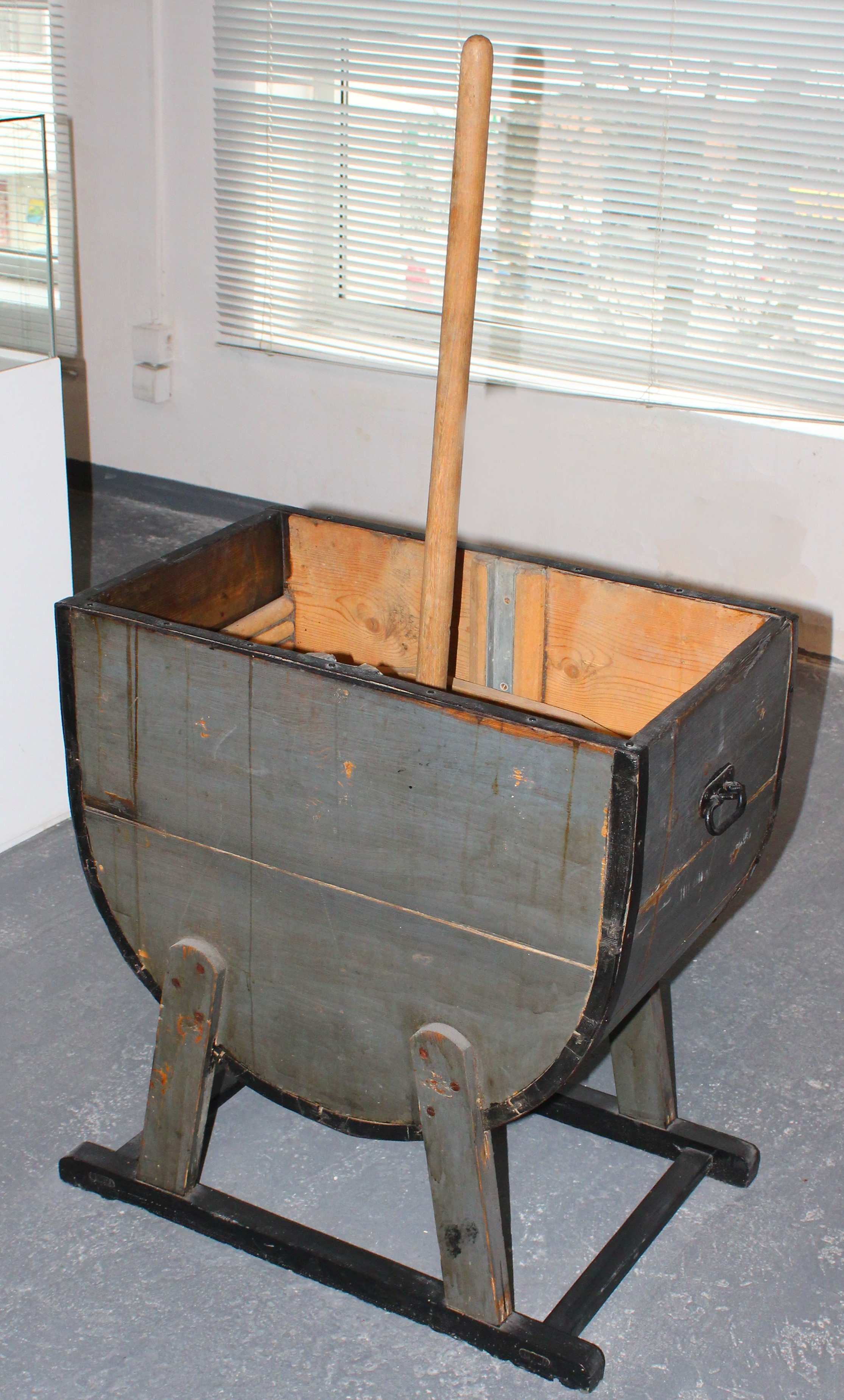
Ручна пральна машина з пральним товкачем, 1920-ті рр.
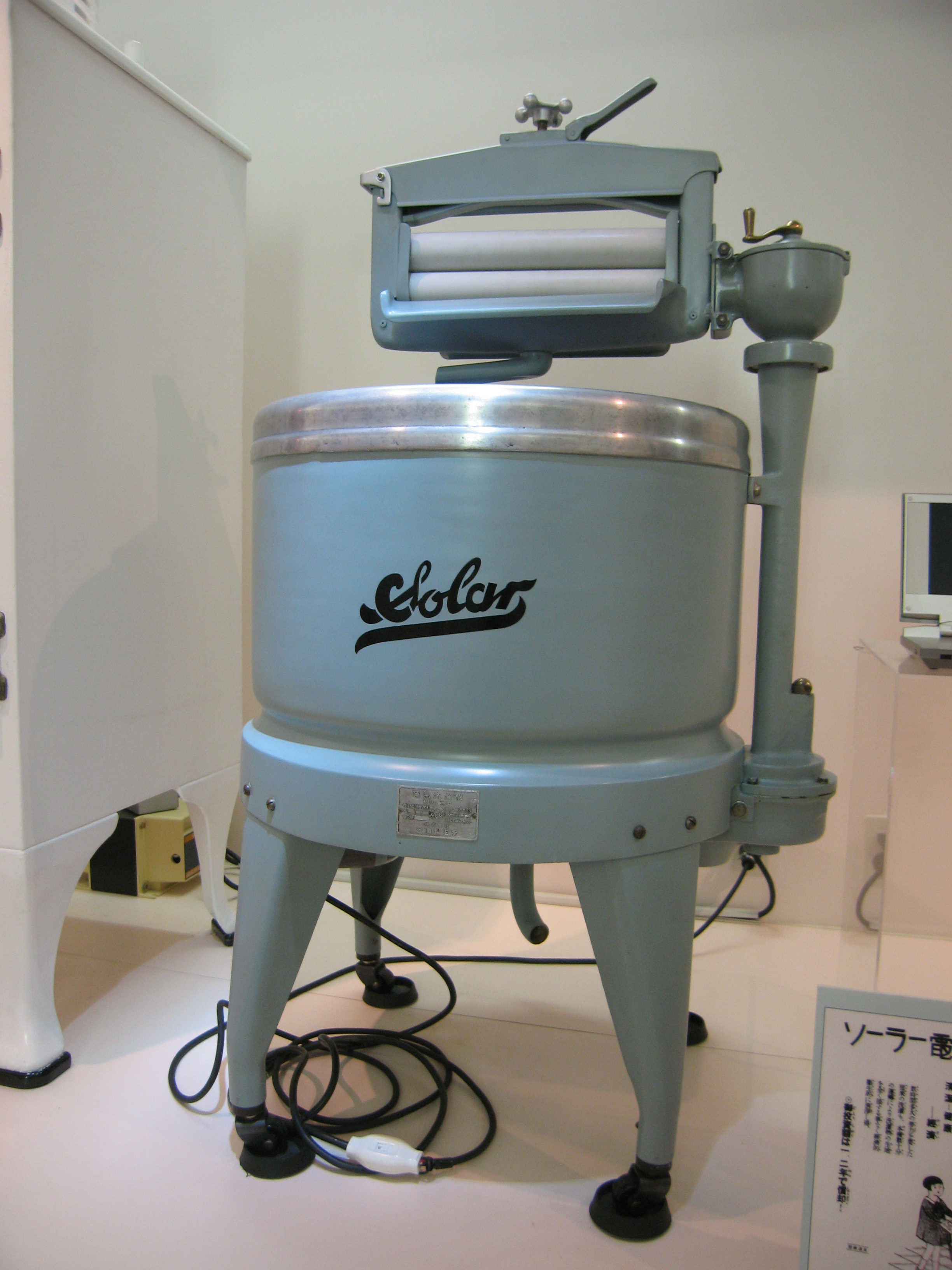
Перша японська електрична пральна машина Solar. Компанія Toshiba, 1930 р.
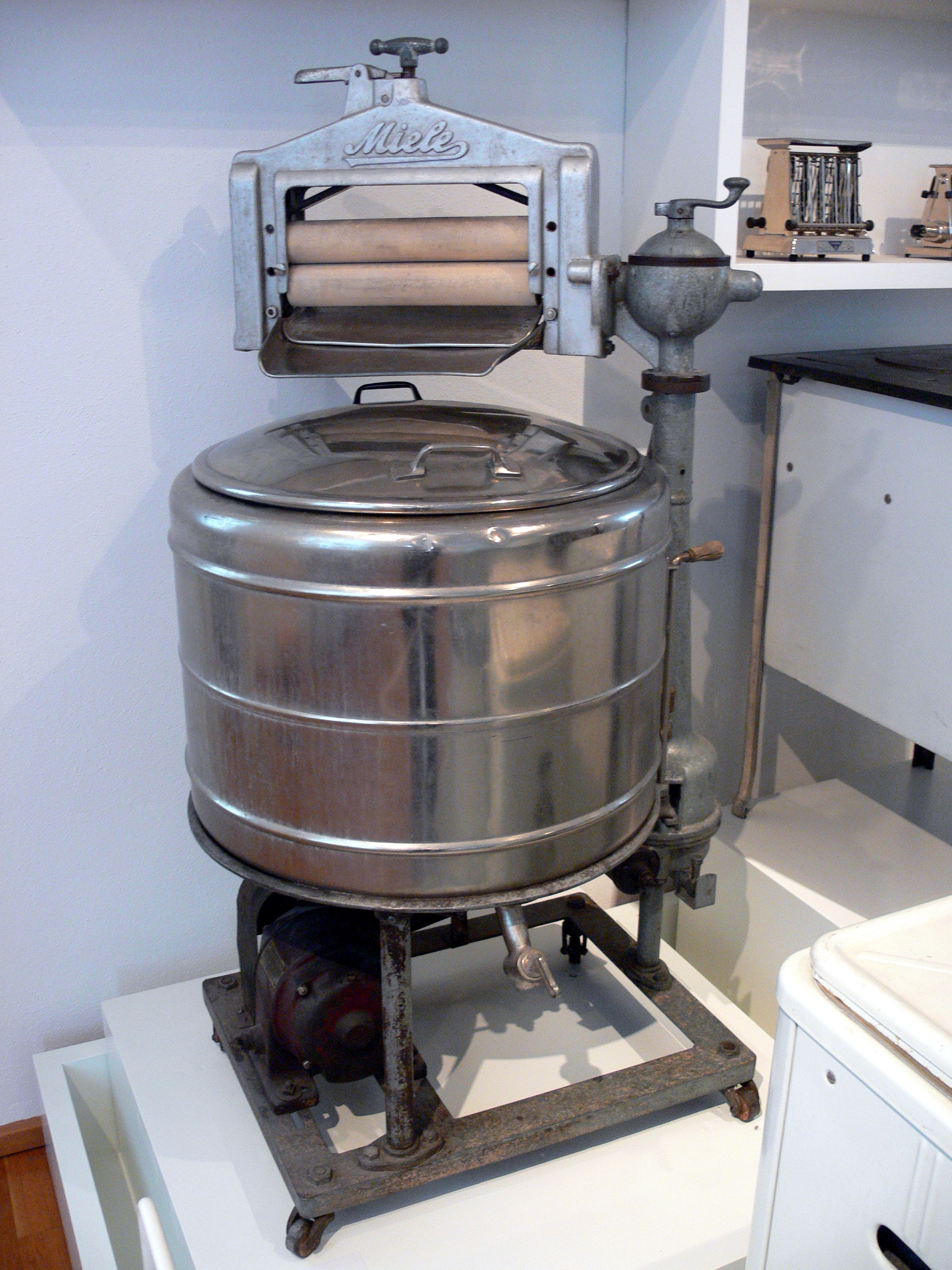
Пральна машина Miele, 1930 р.
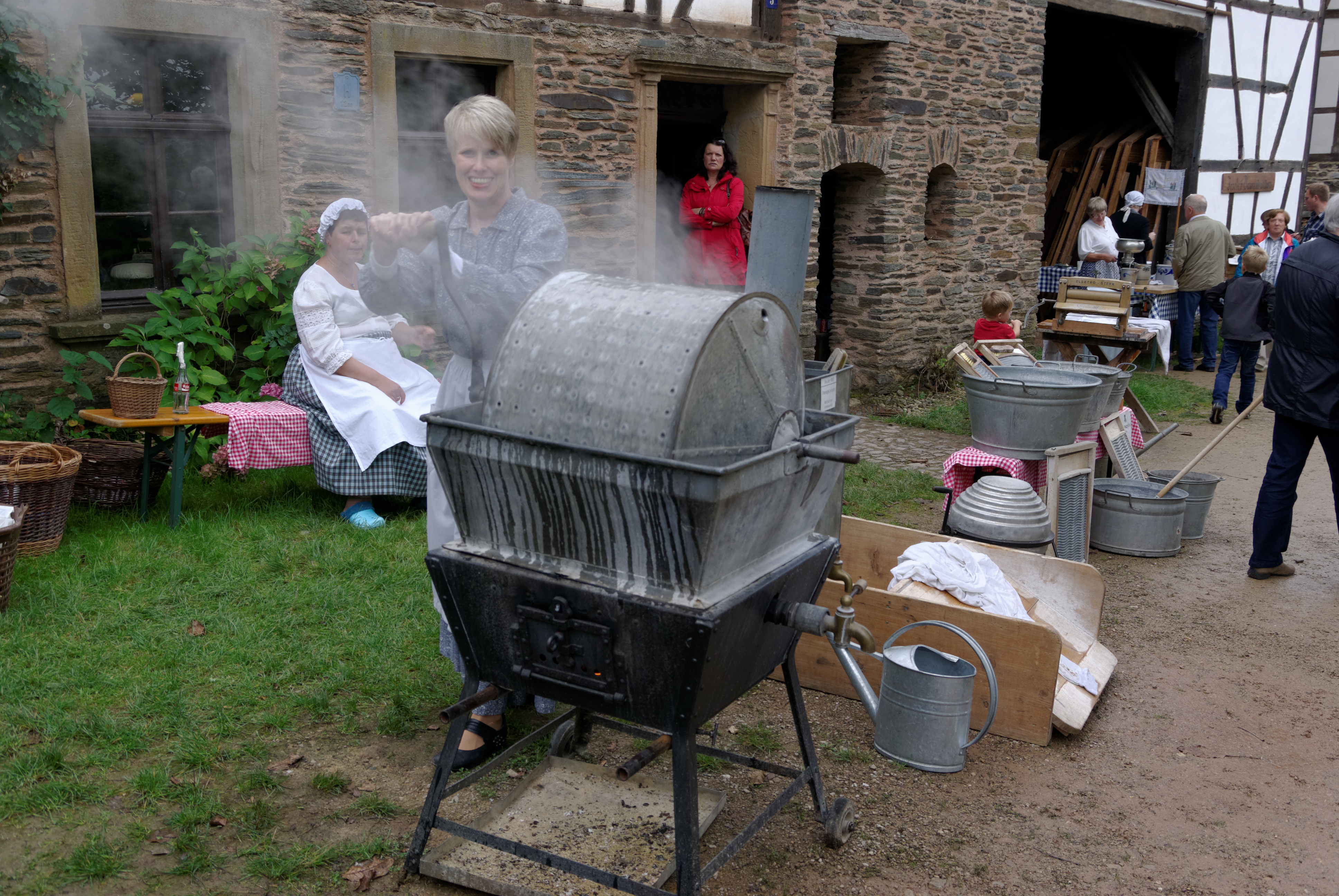
Прання на ручній машині з підігрівом бака
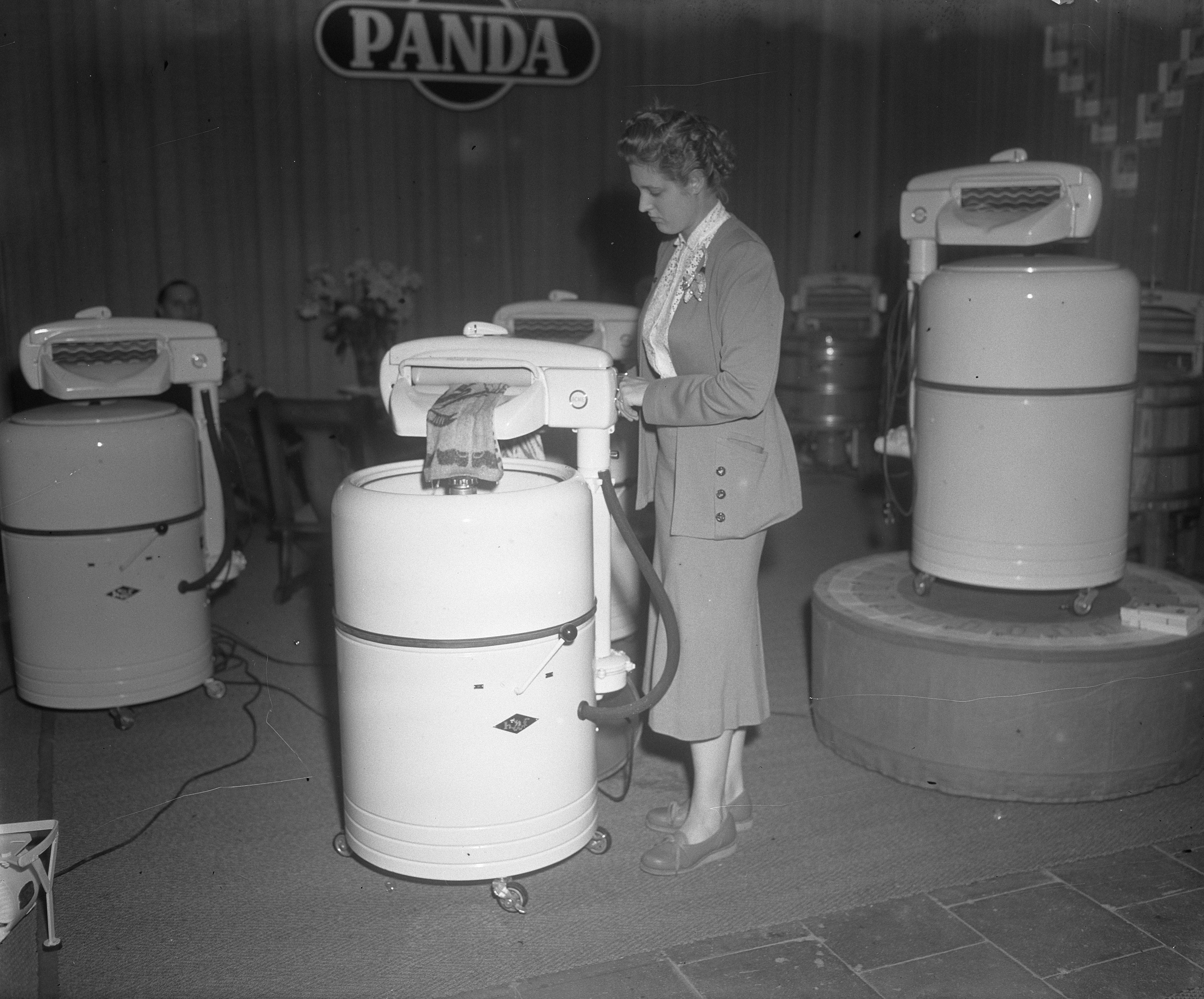
Пральні машини 1950-х
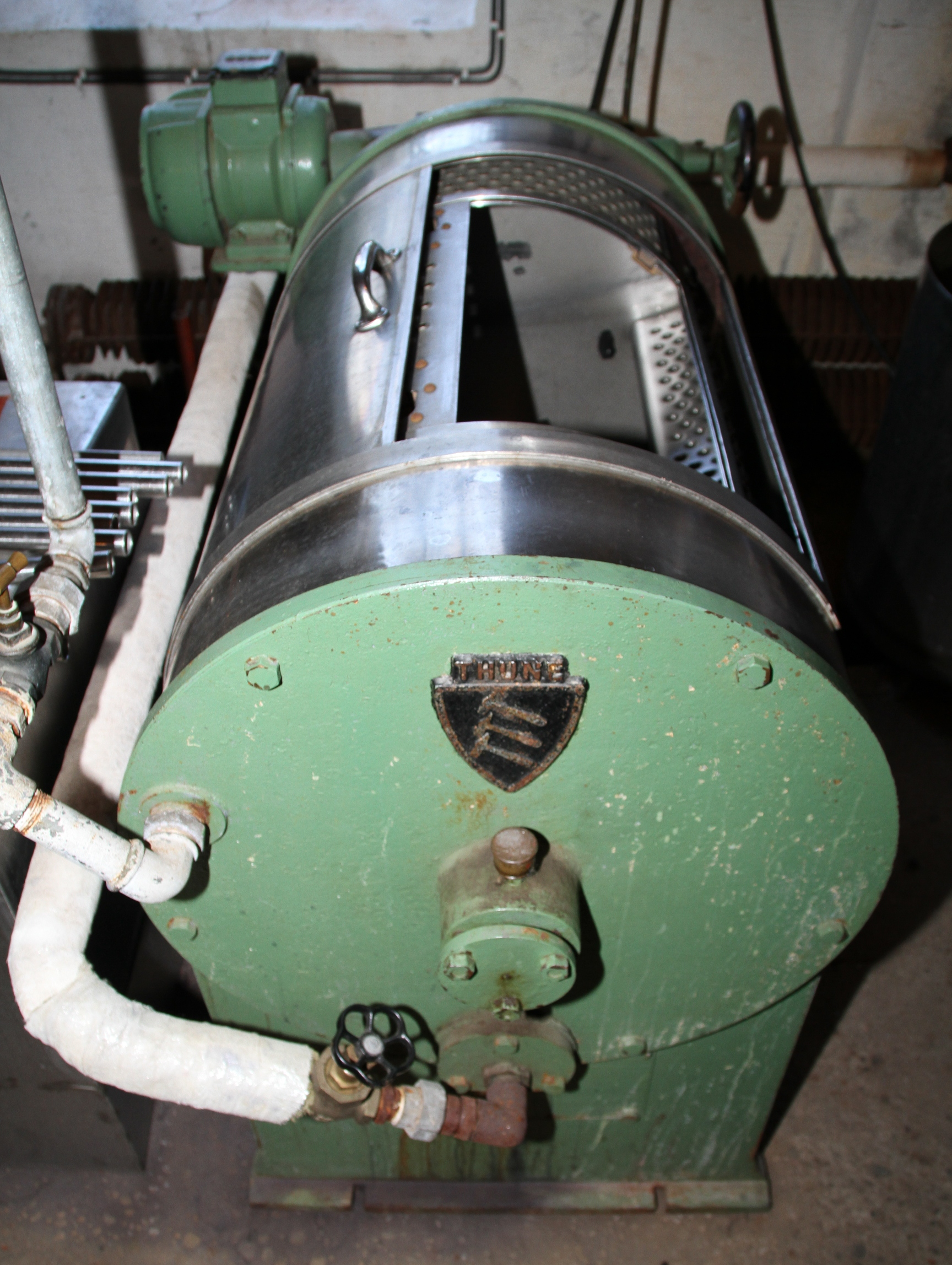
Промислова пральна машина, Норвегія
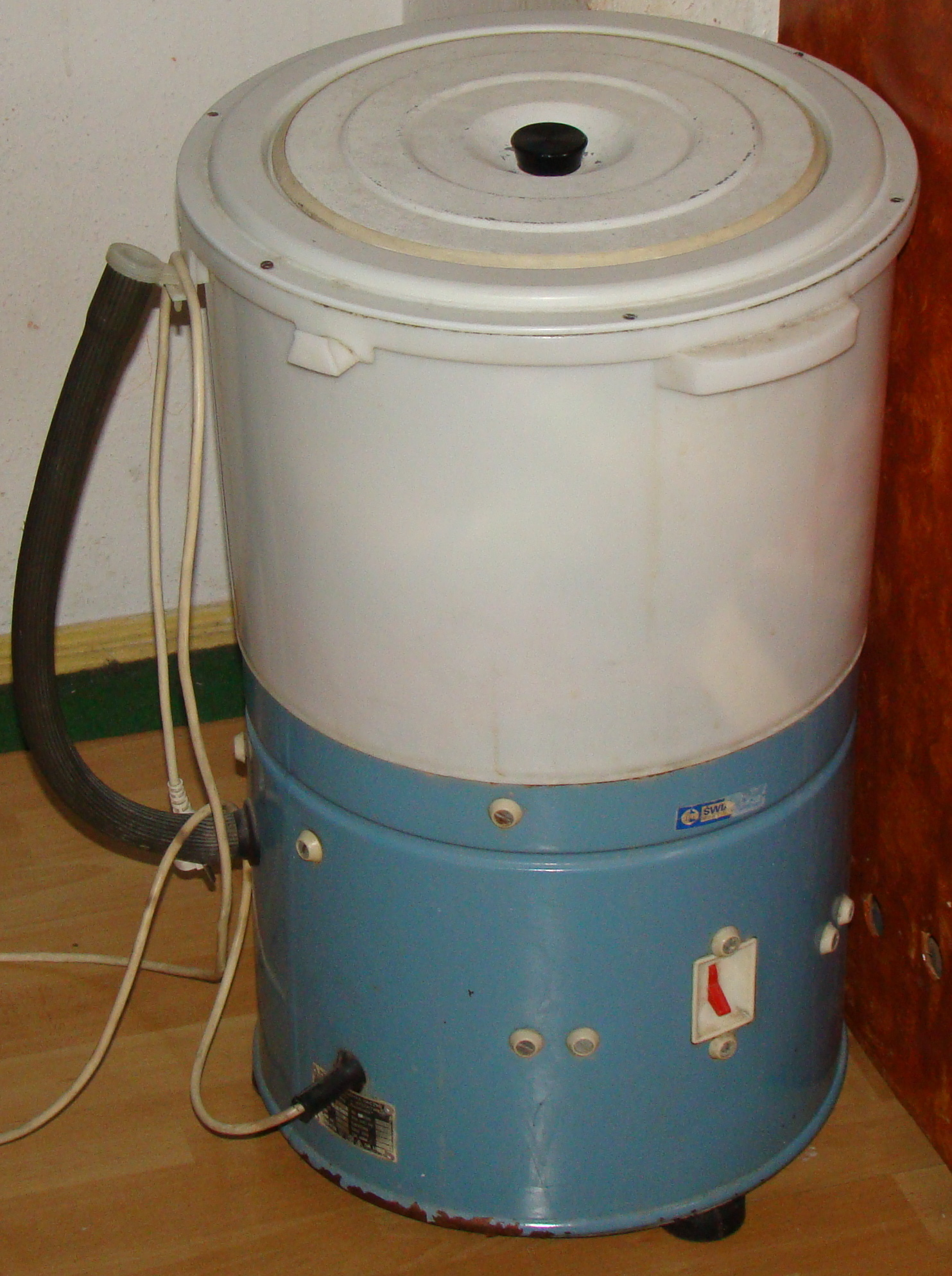
Пральна машина Frania, Польща, 1980-ті рр.

### У СРСР та Україні
У СРСР перші електричні пральні машини були випущені на початку 1950-х років Ризьким електромашинобудівним заводом. Вони мали один бак з активатором і давали змогу проводити прання і полоскання. Віджимання білизни в більшості машин проводилося на ручних вальцях, встановлених над баком. Підігрівати, наливати, зливати воду, засипати миючий засіб, контролювати тривалість прання потрібно було вручну.
У 1960-ті роки в СРСР з'явилися півавтоматичні пральні машини типу ЗВІ. Вони мали двобакову конструкцію: основний бак з активатором для прання і полоскання і бак центрифуги для віджиму білизни. Тривалість виконання операцій задавалася за допомогою реле часу. На початку 1970-х з'явилися барабанні пральні машини типу «Еврика», в яких усі операції виконувалися в одному барабані.
У 1975 році в СРСР з'явилася перша автоматична пральна машина «Волга-10». Масовою автоматичною пральною машиною стала «Вятка-автомат», що вироблялася за ліцензією фірми Merloni (нині Indesit) з 1981 року.

## Види

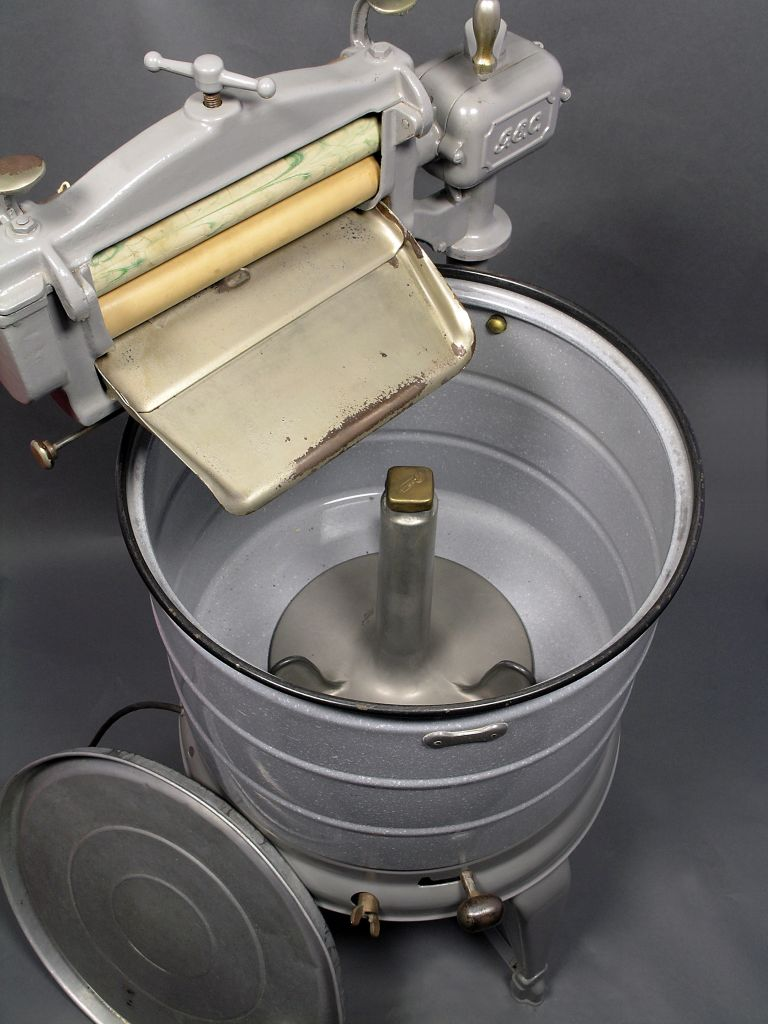
Машина з металевим баком і активатором

Пральні машини можна розділити на кілька груп за такими ознаками:
- Залежно від типу робочого органа — активаторні, барабанні, ультразвукові;
- Залежно від ступеня автоматизації — півавтоматичні та автоматичні;
- Залежно від сфери використовування — побутові та промислові (для пралень);
- Залежно від способу завантажування — з верхнім і фронтальним завантажуванням;
- Залежно від способу встановлення — підлогові, настінні та призначені для поміщення в ємність з білизною;
- Залежно від ваги завантажуваної білизни.

### Машини активаторного типу
В активаторних пральних машинах робочим органом є активатор — вал з лопатями. Вісь активатора виходить з бака і має привод від двигуна. Білизна завантажується згори, частіше за все завантажувальний отвір закривається кришкою.
Залежно від розташування активатора такі машини діляться на з машини бічним активатором («Малютка») і машини з нижнім активатором («Мини-Вятка», «Фея-2», «Фея-2м», «Ока-50», «Ока-51», «Малютка-425м», «Лебедь», «Заря», «Либідь», «Мрія»). Форма активатора може бути різною: несиметричний лопатевий (у вигляді гвинта конусоподібної форми), круг з лопатями, імпелер (у вигляді кільця з ребрами всередині).
Більшість активаторних машин є півавтоматами, для деяких сучасних моделей передбачені автоматичний цикл роботи і програмування.

### Машини з обертовим барабаном

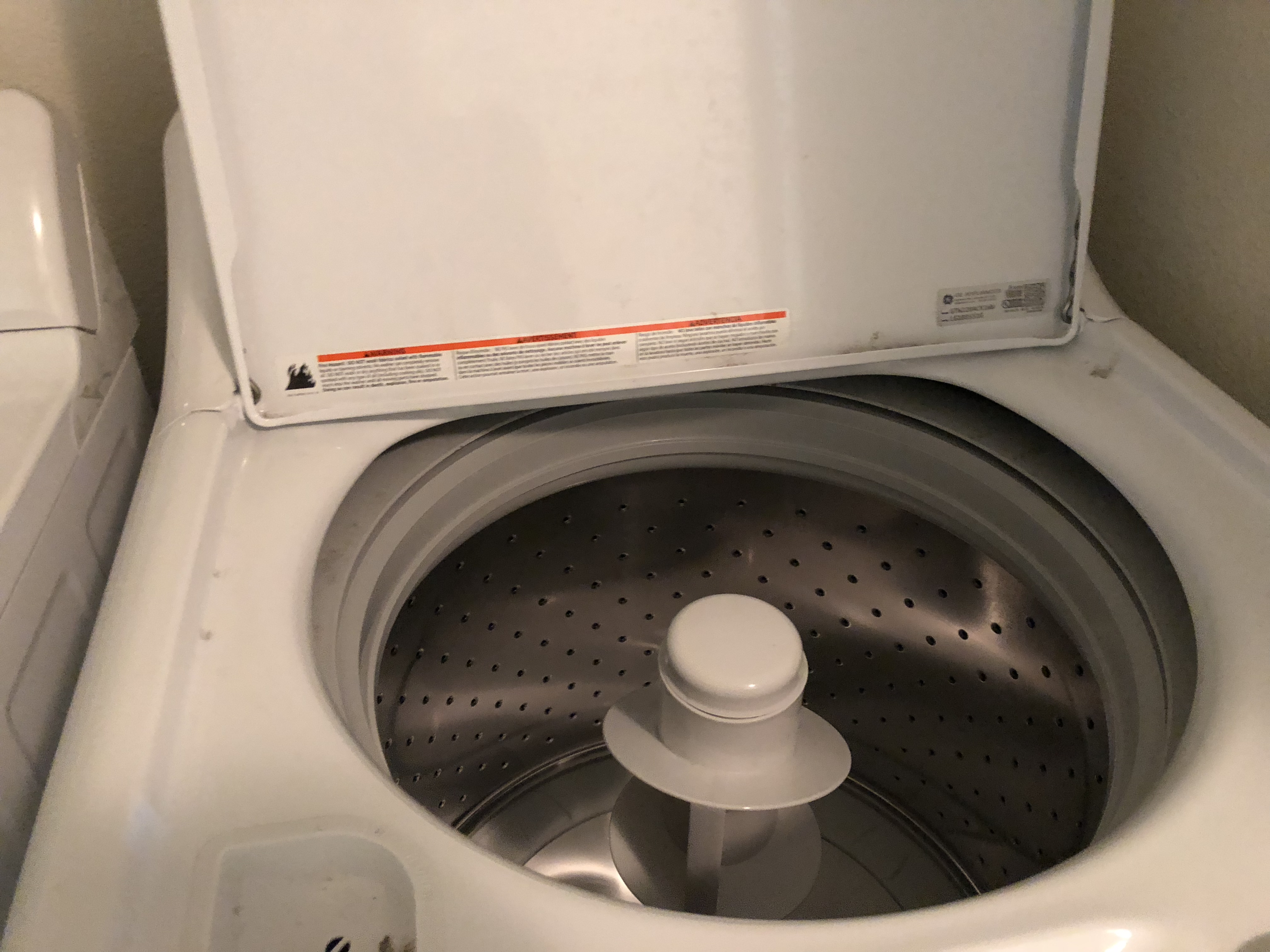
Машина з верхнім завантажуванням і вертикальним валом

У барабанних пральних машинах робочим органом є порожнистий обертовий барабан, частково занурений у бак і споряджений отворами для доступу води і виступами на внутрішній поверхні. Залежно від конструкції розрізняють:
- Барабанні машини з верхнім завантажуванням і вертикальним валом;
- Барабанні машини з верхнім завантажуванням і горизонтальним валом;
- Барабанні машини з переднім завантажуванням.

У машин з горизонтальним валом (з верхнім і переднім завантажуванням) внаслідок нерівномірного розподілу ваги білизни по стінках при обертанні виникає сильна вібрація, тому вони потребують пружинної підвіски бака з двигуном.

#### Машини з верхнім завантажуванням і вертикальним валом
Барабанні пральні машини з вертикальним валом є найпоширенішими в США й Канаді. Такі ж машини, тільки дещо менших розмірів, також є найпопулярнішими в деяких країнах Східної Азії. Білизна завантажується зверху в барабан, розміщений у баку на вертикальному валі. Частіше за все (але не завжди), такі машини мають кришку люка.
У центрі обертового барабана розташовується активатор, що завдяки окремому приводу може обертатися незалежно, при цьому на більшості машин передбачене блокування незалежного обертання активатора, щоб він міг обертатися разом з барабаном.

#### Машини з переднім завантажуванням

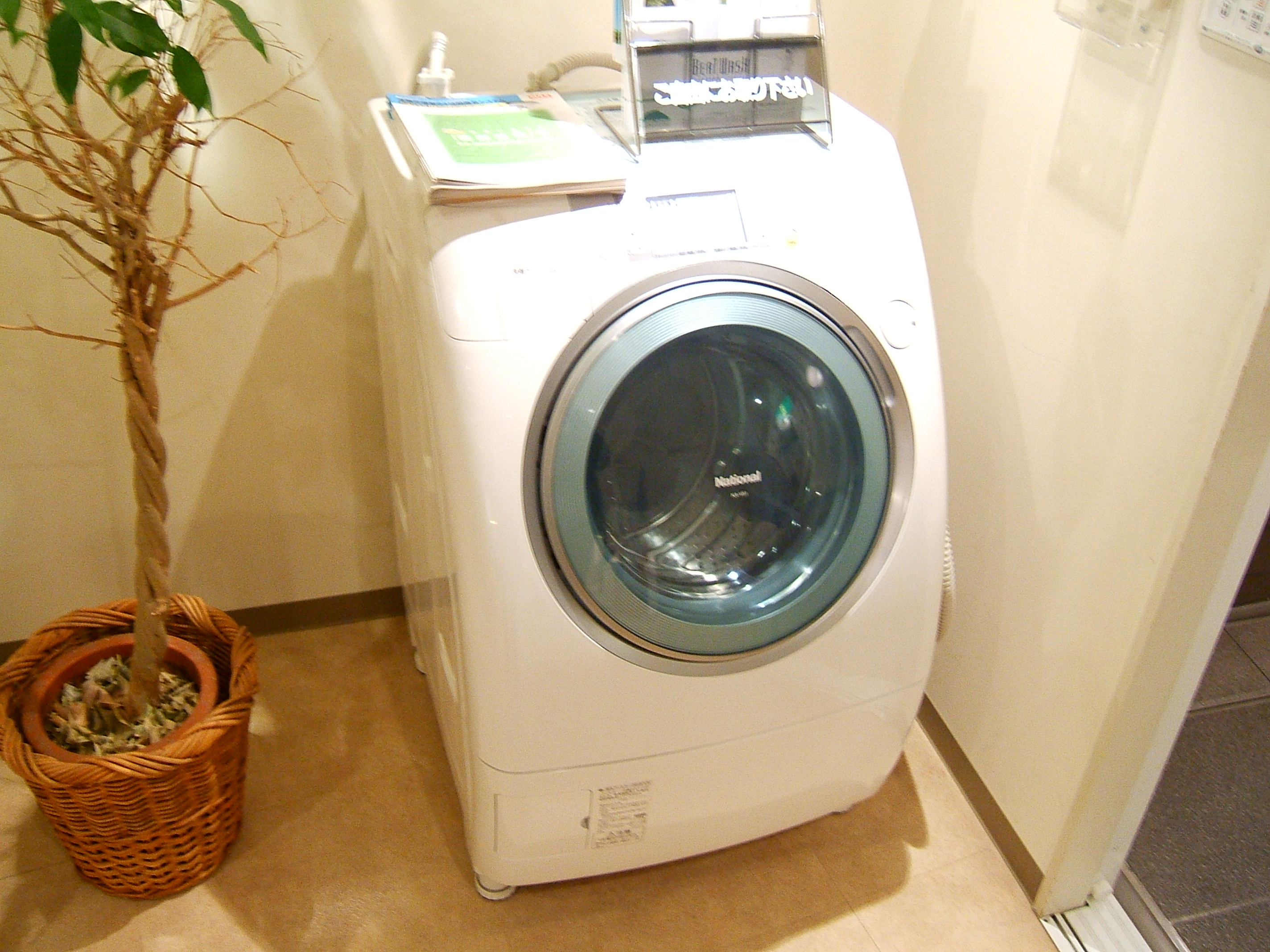
Машина з переднім завантажуванням

Барабанні машини з переднім завантажуванням є найпоширенішими в Європі. Вони мають у своєму складі барабан, що обертається на горизонтальному валу, закріпленому на двох вальницях в задній частині машини. Завантаження білизни здійснюється через передній герметичний люк, який часто виконується прозорим, що уможливлює спостерігання за процесом прання. Білизна під час перемішування підіймається виступами-лопатями на внутрішньому боці барабана і падає під дією сили ваги. Оскільки таке перемішування не вимагає, щоб білизна була суспендована у воді, машини цього типу потребують малої кількості води: лише для змочування. Мала витрата води, як правило, супроводжується і малою витратою миючого засобу, а постійне хлюпання води сприяє продукуванню значної кількості піни.
До недоліків такої конструкції відносять: високі вимоги до герметичності люка, неможливість його відкриття без зупинки машини і видалення з бака води. Якщо в машини люк непрозорий, випадкове затиснення краєчка білизни кришкою може призвести до її пошкодження.

#### Машини з верхнім завантажуванням і горизонтальним валом

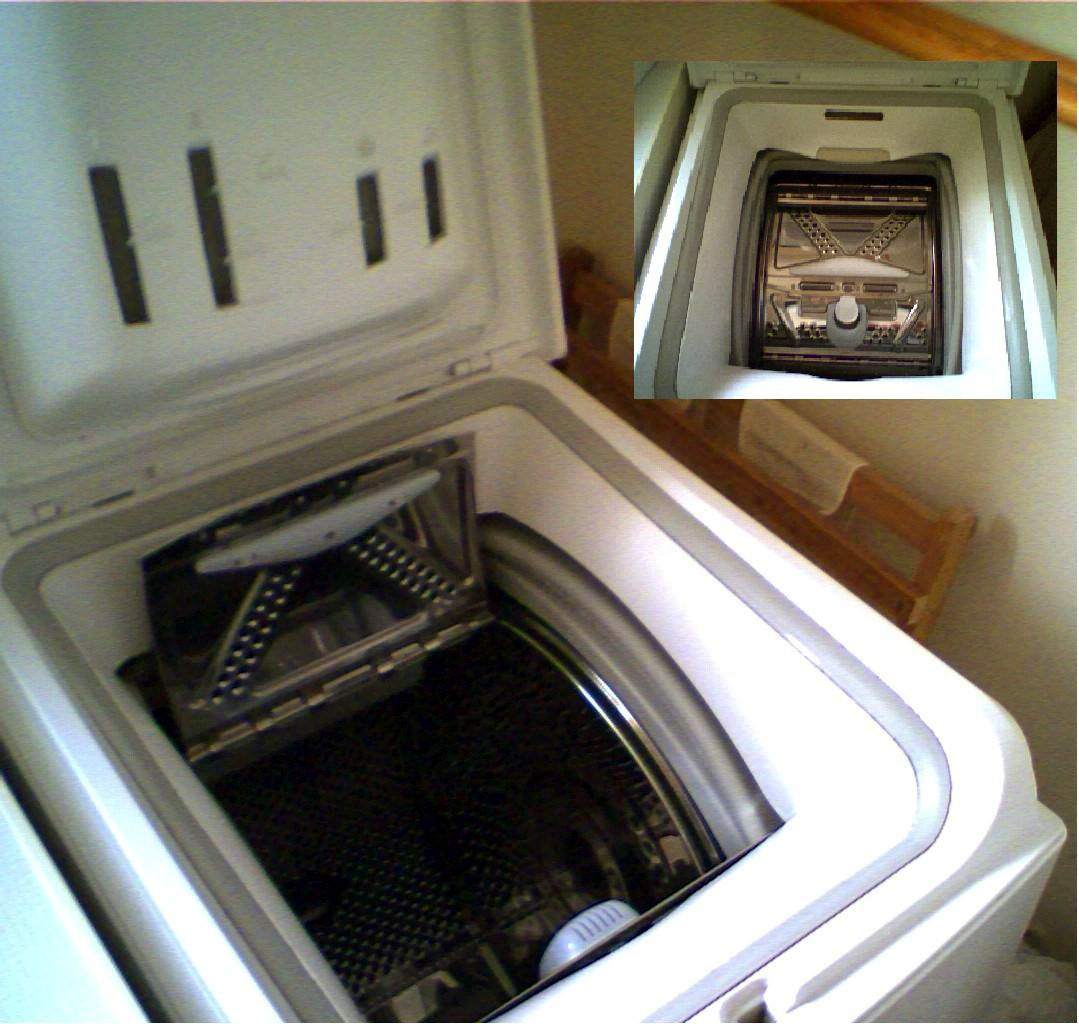
Машина з верхнім завантажуванням і горизонтальним валом

Барабанні машини з верхнім завантажуванням і горизонтальним валом мають подвійний люк: один на самому барабані (у вигляді металевих стулок), другий — у верхній частині корпусу. Люк барабана споряджається простим запором для запобігання відкриванню стулок під час прання. Барабан обертається на горизонтальному валу, встановленому на двох вальницях. Для завантаження і вивантаження білизни необхідно, щоб люк барабана розташовувався точно зверху, навпроти люка корпусу. Зазвичай для цього барабан доводиться повертати руками, але існують і моделі з автоматичною фіксацією стулок навпроти верхнього люка (фірмові назви: Drum Up у машин Whirlpool, Posistop — у машин Gorenje, «Стоп-завантажування» — у машин Candy).
Перевагами таких машин є: їх можна завантажувати не згинаючись, вони не потребують герметизації люка.
Машини цього типу досить популярні у Європі для використовування в малогабаритних приміщеннях завдяки малим розмірам: машина з одним барабаном може бути всього 40 см в ширину, машина з додатковим барабаном-центрифугою — 80 см.

## Машини з двома баками
Деякі машини мають окрім прального бака ще й окремий бак для відтискання (центрифугу).

## Машини-автомати

### Конструкція
Основні елементи конструкції:

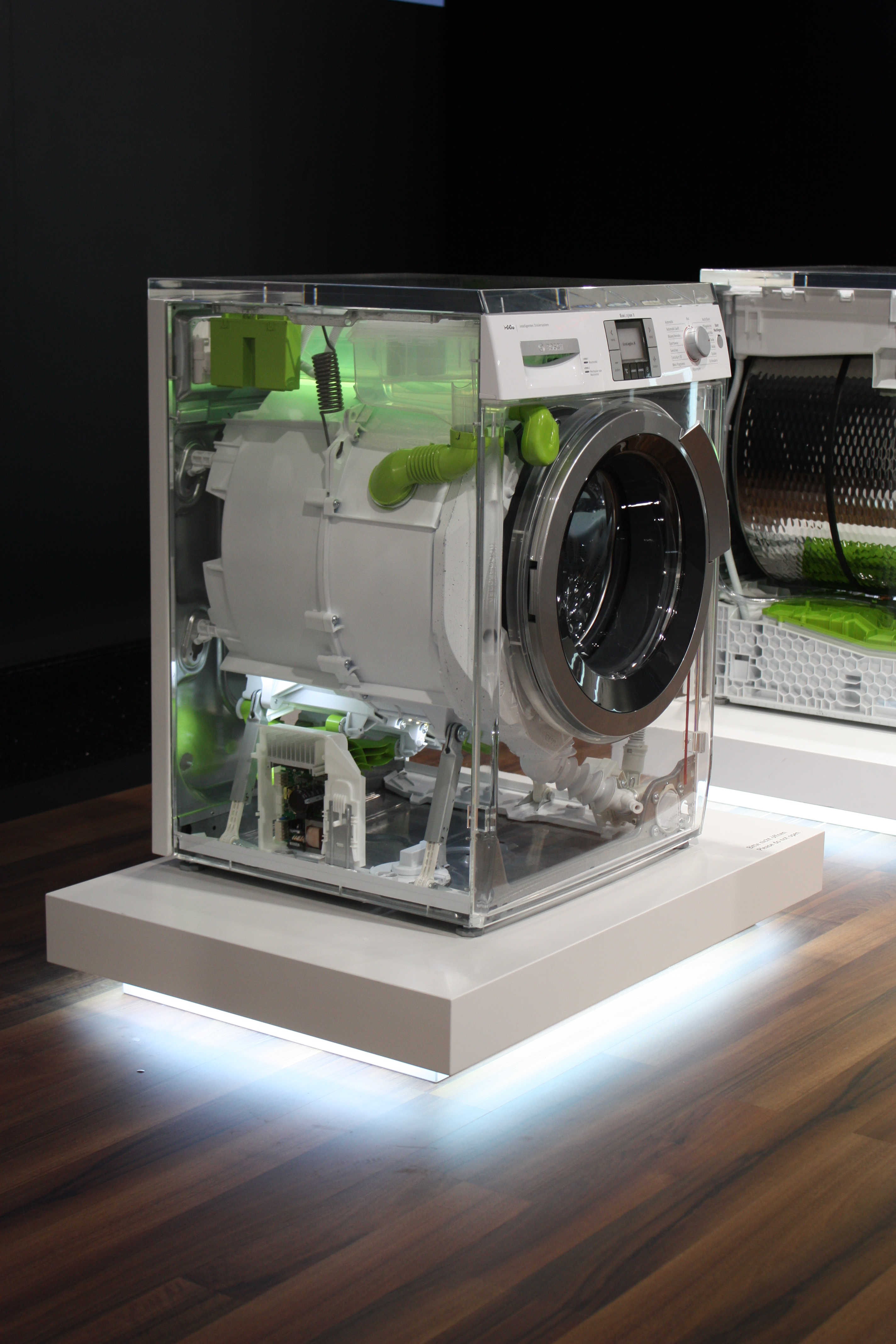
Внутрішні деталі машини Bosch на ярмарці IFA 2010, Берлін

- керування (програмування) машини — на передній панелі
- реле часу (таймер) з виводом показників на табло або дисплей
- кришка-дверцята на передній панелі машини (див. фото), або зверху.
- барабан (рідше активатор), що здатен обертатись зі швидкістю до 60 обертів на секунду (у фазі відтиску)
- шлангове підключення машини — до водопровідного крана, і до каналізації
- термоелемент — підігрівач води (у деяких моделей машин, напр. в США, набір гарячої води передбачено з зовнішнього водопроводу, тому термоелемент відсутній)
- клапан для аварійного чи профілактичного спуску залишків води з барабана

У сучасних автоматичних пральних машинах вбудовано мікропроцесорні системи керування режимом прання, які працюють за принципом fuzzy logic.

### Завантаження машини
Брудну білизну завантажують у барабан (в активаторних — у бак) пральної машини, додають миючий засіб у вигляді прального порошку, або рідини — останню нині використовують для запобігання залишенню на тканинах нерозчиненого під час прання порошку, що іноді веде до руйнування тканинного волокна.
Для запобігання відкладенню на термоелементі солей (наприклад, карбонату кальцію), що містяться у воді та спричинюють його руйнування, у машину додають «пом'якшувач» води відповідно «жорсткості» води у місцевому водопроводі. Як пом'якшувач іноді додають оцет.

### Пральний цикл
- «Замочування» — для сильно забрудненої білизни це додаткова до основної передпральна фаза
- Основне прання
- Полоскання
- Додаткове полоскання з ароматизуючими добавками
- Відтискання
- Сушіння — є на деяких видах машини «підвищеного» класу, оскільки споживач часто використовує спеціалізовані сушильні машини-автомати або традиційний натуральний спосіб сушіння білизни на свіжому повітрі.

### Функціональні можливості та програми
На зламі 20-го і 21-го сторіч на ринку машин відбувся перехід від конструкції машин з «програмним» керуванням до пральних машин-«автоматів». У перших споживач міг за аналоговим принципом «плавно» вибирати температуру, інтенсивність і тривалість прання, а під час виконання програми прання — міг змінювати завдання машині. У сучасних машинах-автоматах користувач вибирає одну із програм прання, дає «старт» програмі, після чого хід програми можна тільки зупинити (якщо є кнопка «стоп» чи «пауза») чи повністю скасувати — але не можна її змінити чи скоригувати.
Стандартне меню сучасних машин передбачає наступний спектр температур прання: «холодна вода», 30°, 40°, 60°,…95°. Режими прання: 3—4 режими інтенсивності — від «міцної» білизни, що можна «виварювати» при +95 °C — до речей з вовни.
У нинішній день з'явився новий клас машин, програмні можливості котрих можна розширювати за допомогою введення споживачем змін у програмне забезпечення. Такі машини обладнані цифровими дисплеями.
Функціонал у 90 % моделей однаковий, відмінних функцій не так вже й багато. Деякі виробники пропонують програму «Дитячі речі», у інших є «Пухова ковдра», у третіх — «Джинси».

## Державні стандарти України
- ДСТУ 2721-94 (ГОСТ 8051-93). Машини пральні побутові. Загальні технічні умови. — Чинний від 1995-07-01.
- ДСТУ EN 60456:2017 (EN 60456:2016, IDT; ІЕС 60456:2010, MOD). Машини пральні побутові. Методи вимірювання функційних характеристик. — Чинний від 2019-01-01.
- ДСТУ 4351:2014. Енергозбереження. Енергетичне маркування електрообладнання побутової призначеності. Визначення енергетичної ефективності пральних машин. — Чинний від 2015-07-01.